# المركز الوطني للرماية (فرنسا)
المركز الوطني للرماية هو منشأة رياضية  تقع في ديول، بالقرب من شاتورو ( إندر )، مما يسمح بممارسة عالية المستوى للتخصصات الـ12 التي يديرها الاتحاد الفرنسي للرماية.
عندما تم افتتاحه في عام 2018، كان أكبر مركز للرماية الرياضية في أوروبا.
وقد أقيمت هناك العديد من بطولات العالم للرماية بالإضافة إلى فعاليات الرماية لدورة الألعاب الأولمبية 2024 .

### مقالات ذات صلة
- الاتحاد الدولي لرياضة الرماية
- جمعية الرماية
- الرماية الرياضية